# Алтајске планине
Алтај је планински ланац у средњој Азији на размеђи Русије, Кине, Монголије и Казахстана. Пружа се између пустиње Гоби на југоистоку и Западносибирске низије на северозападу у дужини од око 2.000 km. Састоји се од Руског Алтаја (или Алтаја у ужем смислу) Монголског и од Гобијског Алтаја. Највећи врх целог система је Белуха са 4.508 m, на Монголском Алтају. Алтај је изворште великих река Оба и Иртиша.
Алтај је старо горје, грађено од кристаластих шкриљаца, гранита и паелозојских наслага, које су у квартару уздигнуте. Палозојске наслаге обилују жељезним, оловном, бакарним, цинковим и сребрним рудама и угљем.
Клима је континентална планинска са просечном јануарском температуром од -15° (предгорје) до - 32° (међупланинске котлине) и јулском од 14-16°. Годишња количина падавина је у западном и северозападном делу Алтаја од 1000 до 2000 mm, а у југоисточном од 200 до 300 mm. Oko 800 km² покривени је ледницима, који напајају водом многобријне реке: Катуњ, Бија, Бухтарма Чуја и др. Шуме заузимају око 70% површине Алтаја. Горња граница им је 1.700 до 2.000 m.
Регион је настањен ретким, али етнички разноликим становништвом, укључујући Русе, Казахстанце, Алтајце, Монголе и Поволшке Немце, иако га претежно насељавају аутохтоне етничке мањине полуномадског порекла. Локална привреда се заснива на узгоју говеда, оваца, коња, лову, пољопривреди, шумарству и рударству. Породица алтајских језика добила је име по овом планинском ланцу.

## Географија
На северу региона су планине Сајлугем, такође познате као Коливан Алтај, које се протежу североисточно од 49 °C и 86° И према западном крају Сајанских планине у 51° 60' Н и 89° И. Њихова средња висина износи 1.500 до 1.750 м. Снежна линија се протеже на 2.000 м на северној страни и на 2.400 м на јужној, а изнад ње су стрми врхови који су око 1.000 м виши. Планински превоји дуж ланца су малобројни и тешко проходни, а главни је Улан-дабан на 2.827 м (2.789 м према Козлову) и Чапчан-дабан на 3.217 м, на југу и северу респективно. На истоку и југоистоку овај ланац је окружен великим висоравни Монголије, а транзиција се постепено одвија помоћу неколико мањих висоравни, као што је Укок (2.380 м) са Пазирик долином, Чуја (1.830 м), Кендикти (2.500 м), Как (2,520 м).
Овај регион има знатан број великих језера, нпр. Увс на 720 м надморске висине, Хјаргас, Дурген и Хар 1.170 м, и испресецан је различитим планинским ланцима, од којих су главни Тану-Ола планине, које се пружају отприлике паралелно са Сајан планинама на истоку све до Косо-гола, и планине Кан Хоки, које се простиру у правцу запад-исток.
Северозападне и северне падине Сајлугем планина су изузетно стрме и тешко приступачне. Са ове стране налази се највиши врх ланца, Белуха са двоструком главом, чији врхови достижу висину од 4.506 и 4.440 м, и почетна су тачка неколико глечера (30 квадратних километара укупне површине, према подацима из 1911. године). Алтајци га зову Кадин Бази, али се такође назива и Уч-Самер.

## Историја
Алтајске планине су задржале изузетно стабилну климу, која се мало мењала од последњег леденог доба. Поред тога, мешавина сисара је углавном остала иста, са неколико изузетака као што су изумрли мамути, што их чини једним од ретких места на земљи које је задржало фауну леденог доба.
Алтајске планине су биле дом денисовског огранка хоминида који су били савременици неандерталаца и Homo sapiens (модерних људи), који потичу од хоминида који су приспели у Азију раније од модерних људи. Денисовски хоминин, датиран од пре 40.000 година, откривен је у Денисовим пећинама на Алтајским планинама у јужном Сибиру 2008. Знање о денисовским људима потиче првенствено из ДНК доказа и артефаката, пошто још увек нису пронађени потпуни скелети. ДНК докази су необично добро очувани због ниске просечне температуре у Денисовим пећинама. Кости неандерталаца и оруђа које је направио Homo sapiens такође су пронађени у Денисовим пећинама, што их чини јединим местом на свету где се зна да су живела сва три хоминида.
Канид налик псу од пре 33.000 година пронађен је у пећини Разбојничија. ДНК анализа објављена 2013. године потврдила је да је у ближој вези са модерним псима него са вуковима.
Алтајске планине су идентификоване као тачка порекла културне енигме назване феномен Сеима-Турбино која је настала током бронзаног доба око почетка 2. миленијума пре нове ере и довела до брзе и масовне миграције народа из региона у удаљене делове Европе и Азије.
Неки историчари верују да је планински регион Алтаја можда био место где је скијање рођено, али то остаје спорно. Докази који подржавају ове тврдње укључују неколико пећинских петроглифа унутар Алтајских планина у модерној Кини који приказују људске фигуре на скијама које јуре за козорогом. Према студији коју је објавила Аустралијска асоцијација за истраживање камене уметности (AURA) 2016. године, процењено је да је ова камена уметност настала пре између 4.000 и 5.250 година, што је последично значило да може бити исто толико стара или можда старија од древне камене уметности скијања и артефакти који се налазе у Скандинавији. Међутим, прецизно датирање петроглифа са тренутном технологијом је веома тешко. Најстарији познати текстови који описују скијање су из кинеског текста који датира из династије Западни Хан (206. п. н. е. до 24. године) и односи се на скијаше на Алтајским планинама.

## Златне Алтајске планине
Златне Алтајске планине је назив УНЕСКО-ве Светске баштине која се састоји од планинског венца Алтај, резервата природе Катуњ, језера Телецко, планине Белуха и висоравни Укок у средишњем Сибиру. Ово подручје, величине 16,175 км², налази се у руским републикама Алтај, Тува и Новосибирск. Оно представља најпотпунију измјену вегетацијских зона средишњег Сибира, од степе, шумовите степе, мијешаних шума, под-алпске до алпске вегетације. Ово подручје има и велики значај за заштиту угрожених сисара као што су: снежни леопард (Uncia uncia или Panthera uncia) и дивља овца позната као Алтајски аргали (Ovis ammon ammon).
Телецко језеро на висини од 424 метра је својом дубином од 325 метра једно од најдубљих на свету.
Планина Бјелуха је планински масив с два врха који се простире на граници Русије с Казахстаном. Планина има неколико ледника, а источни врх (4,506 м) јој је нешто виши од западног (4,440 м). Од Бјелухе се јужно протежу простране степе висоравни Укок, све до граница с Кином и Монголијом.
У долини Пазирик на Укочкој висоравни су пронађени многи тумули (курган) у којима су пронађени вредни остаци бронзане културе Пазирик, која личи Скитима на западу. Најславнији је курган тзв. „Сибирске ледене даме” из 5. века п. н. е. у којему су пронађени бројни предмети, али и јако добро сачувана мумија у лесу.
- Врх Круна Алтаја на Катуњу
- Панорама планина иза реке Титјарика
- Телецко језеро
- Висораван Укок
- Курган на Укочкој висоравни